# Blanc de Moming
Blanc de Moming är en bergstopp i Schweiz.   Den ligger i distriktet Sierre och kantonen Valais, i den södra delen av landet, 100 km söder om huvudstaden Bern. Toppen på Blanc de Moming är 3 663 meter över havet, eller 154 meter över den omgivande terrängen. Bredden vid basen är 0,79 km.
Terrängen runt Blanc de Moming är huvudsakligen mycket bergig. Närmaste större samhälle är Zermatt, 8,7 km sydost om Blanc de Moming. 
Trakten runt Blanc de Moming består i huvudsak av gräsmarker. Runt Blanc de Moming är det ganska glesbefolkat, med 27 invånare per kvadratkilometer.